# 三和商船
三和商船 （さんわしょうせん）は、有明海の島原湾水域に航路を持つフェリー会社。
国道389号線の海上区間として牛深～蔵之元間に500tクラスのフェリー1隻を就航している。
2020年10月の時点で日中10往復運行している。

## 沿革
- 1955年（昭和30年）2月 - 長島～牛深航路の集約化により、三和商船株式会社を設立
- 1966年2月 - 天長丸（166t）を建造し、蔵之元～牛深航路をフェリー化する
- 1974年
  - 5月 - 蔵之元～牛深航路に、なるしお丸（366t）、うずしお丸（366t）就航。同航路を2隻体制とする
  - 5月 - 牛深港及び蔵之元港に可動橋を開設
- 1980年1月 - 本渡～水俣航路を譲り受け、霧島丸（130t）乗用車フェリー就航
- 1984年1月 - 本渡～水俣航路に第8愛媛（199t）カーフェリー就航
- 1986年3月 - 天長丸（488t）を建造し、蔵之元～牛深航路に就航
- 1993年（平成5年）2月 - 両頭型フェリー第２天長丸（577t）を建造し、蔵之元～牛深航路に就航
- 1995年12月 - 本渡～水俣航路廃止
- 2001年10月 - 蔵之元港待合所全面改築
- 2008年9月 - 蔵之元～牛深航路を1隻体制（10往復20便）とする
- 2010年10月 - 翌年3月の九州新幹線全面開通を踏まえ、蔵之元～出水駅までのシャトルバス実証実験運行開始

## 航路

### 運航中の航路
- 牛深港（熊本県天草市） - 蔵之元港（鹿児島県長島町）
距離7.4km、所要時間30分[1]

### 過去の航路
- 本渡港（熊本県天草市） - 水俣港（熊本県水俣市）
距離37.3km、所要時間2時間[2]

## 船舶

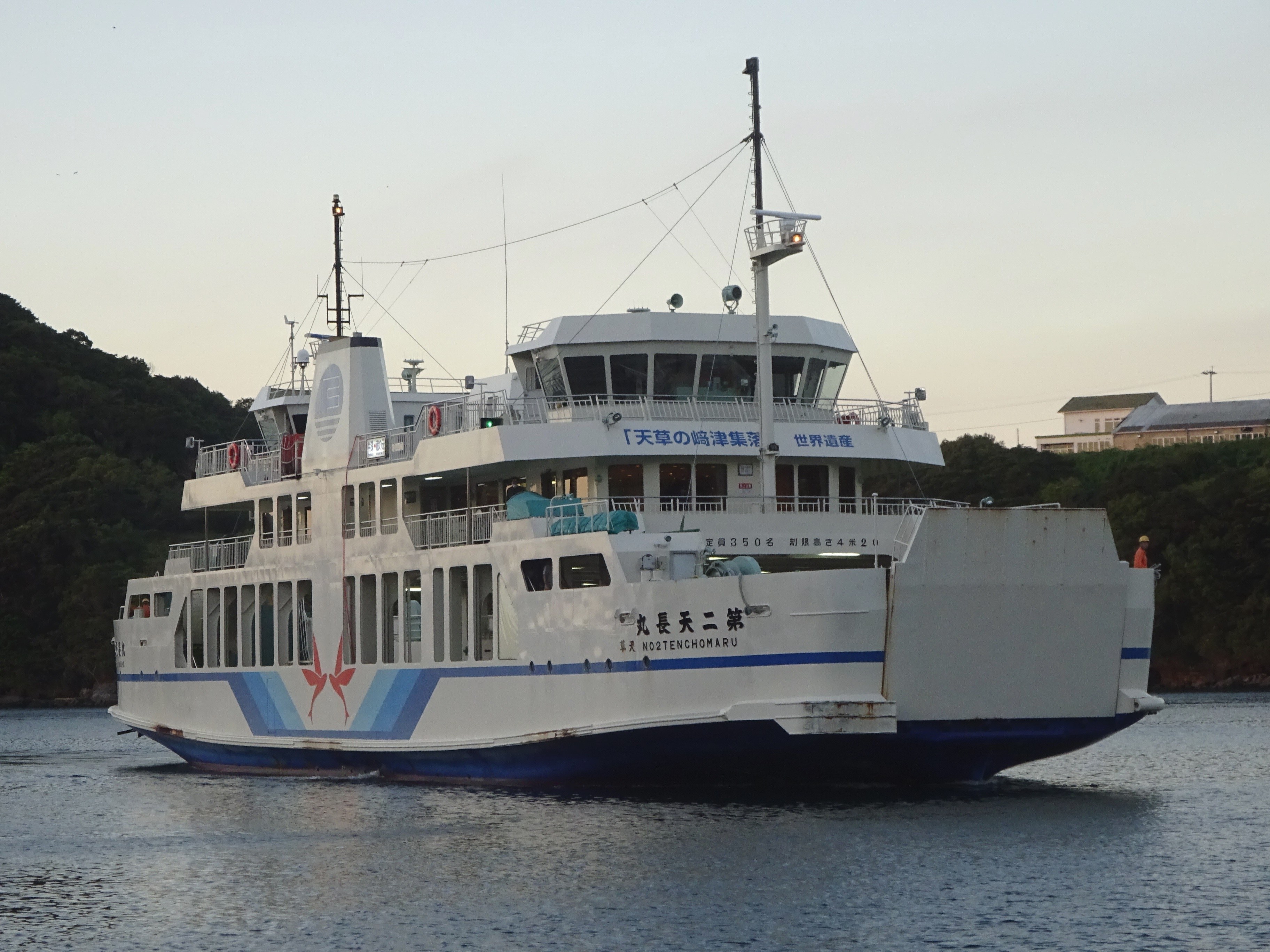
第二天長丸（蔵之元港）

### 就航中の船舶
- 第二天長丸

1993年3月11日就航、藤原造船所建造（第122番船）
577総トン、全長53.35m、幅12.5m、深さ3.8m、ディーゼル2基、機関出力1,600PS、航海速力10.2ノット、旅客定員350名、8トントラック10台、乗用車5台

### 過去の船舶
- 天長丸 (初代)[3]

1966年竣工、松浦鉄工造船所建造。引退後、個人船主に売船、貨物フェリーに改造され、加計呂麻島航路に就航
全長32.0m、型幅7.6m、型深さ2.6m、ディーゼル1基、機関出力300ps、航海速力9.0ノット、旅客定員200名
- なるしお丸[4]

1964年10月竣工、1974年就航(買船)、三菱重工業下関造船所建造。もと淡路フェリーボート、1987年徳信に売船
366.41総トン、全長54.31m、型幅9.00m、型深さ3.50m、ディーゼル2基、機関出力1,100ps、航海速力12.0ノット、旅客定員350名、トラック12台
- うずしお丸[4]

1964年10月竣工、1974年5月23日就航(買船)、三菱重工業下関造船所建造。もと淡路フェリーボート、1994年日本船舶明細書より削除
366.49総トン、全長54.31m、型幅9.00m、型深さ3.50m、ディーゼル2基、機関出力1,100ps、航海速力12.0ノット、旅客定員350名、トラック12台
- 霧島丸
- 第八愛媛[4]

1969年12月竣工、1984年就航(買船)、吉浦造船建造。もと愛媛汽船
197.21総トン、全長33.40m、型幅7.40m、型深さ2.89m、ディーゼル1基、機関出力600ps、航海速力11.5ノット、旅客定員120名、大型トラック2台、小型トラック4台
- 天長丸 (2代)[6]

1986年3月竣工、同21日就航、藤原造船所建造
488総トン、全長50.70m、型幅11.60m、型深さ3.50m、ディーゼル2基、機関出力1,200ps、航海速力11.50ノット、旅客定員350名、乗用車3台、大型バス6台